# Scoparia xsignata
Scoparia xsignata là một loài bướm đêm trong họ Crambidae.